# Municipio de Hoffman (Dakota del Norte)
El municipio de Hoffman (en inglés: Hoffman Township) es un municipio ubicado en el condado de Bottineau en el estado estadounidense de Dakota del Norte. En el año 2010 tenía una población de 17 habitantes y una densidad poblacional de 0,18 personas por km².

## Geografía
El municipio de Hoffman se encuentra ubicado en las coordenadas 48°50′42″N 101°25′2″O / 48.84500, -101.41722. Según la Oficina del Censo de los Estados Unidos, el municipio tiene una superficie total de 92.85 km², de la cual 92,52 km² corresponden a tierra firme y (0,35 %) 0,33 km² es agua.

## Demografía
Según el censo de 2010, había 17 personas residiendo en el municipio de Hoffman. La densidad de población era de 0,18 hab./km². De los 17 habitantes, el municipio de Hoffman estaba compuesto por el 100 % blancos. Del total de la población el 0 % eran hispanos o latinos de cualquier raza.